# Brasile ai Giochi della XXIV Olimpiade
Il Brasile ha partecipato ai Giochi della XXIV Olimpiade di Seul, svoltisi dal 17 settembre al 2 ottobre 1988, con una delegazione di 160 atleti di cui 33 donne. Ha conquistato una medaglia d'oro, due d'argento e tre di bronzo.

## Medaglie
| Medaglia | Atleta | Sport            | Evento                   |
| -------- | --- | ---------------- | ------------------------ |
| Oro      | Aurelio Miguel | Judo             | 95 kg                    |
| Argento  | Joaquim Cruz | Atletica leggera | 800 metri piani maschili |
| Argento  | Ademir Aloísio Andrade André Cruz Batista Bebeto Careca Edmar Geovani João Paulo Jorginho Mazinho Milton Neto Ricardo Gomes Romário Cláudio Taffarel Valdo Luiz Carlos Winck Zé Carlos | Calcio           | Maschile                 |
| Bronzo   | Robson da Silva | Atletica leggera | 200 metri piani maschili |
| Bronzo   | Torben Grael Nelson Falcao | Vela             | Classe Star              |
| Bronzo   | Lars Grael Clinio Freitas | Vela             | Classe Tornado           |

### Medaglie per disciplina
| Sport            | Oro | Argento | Bronzo | Totale |
| ---------------- | --- | ------- | ------ | ------ |
| Judo             | 1   | 0       | 0      | 1      |
| Atletica leggera | 0   | 1       | 1      | 2      |
| Calcio           | 0   | 1       | 0      | 1      |
| Vela             | 0   | 0       | 2      | 2      |